# Irving Oil
Irving Oil — канадская частная нефтегазовая компания. Владеет крупнейшим нефтеперерабатывающий заводом Канады и единственным НПЗ Ирландии, а также сетью автозаправок на востоке Канады и северо-востоке США. Является частью группы компаний Ирвингов, в которую также входят J.D. Irving, Limited (лесопильная и пищевая отрасли, транспорт и судостроение), Brunswick News (газеты), Ocean Capital Holdings (недвижимость, радио, строительство, материалы).

## История
В 1924 году Кеннет Колин Ирвинг создал компанию Irving Oil Limited с открытия АЗС в провинции Нью-Брансуик. В 1928 году Ирвинг переехал в Сент-Джон, где открыл дилерский центр Ford и предприятие по производству автомобильных смазок. В последующие годы география продаж компании расширяется за счёт Приморских провинций (Квебека, Ньюфаундленда и Лабрадора), а также американского штата Мэн.
В 1960 году совместно с Standard Oil of California (Chevron) построила НПЗ в Сент-Джоне мощностью 40 тысяч баррелей в сутки. В 1971 году после модернизации мощность НПЗ была доведена до 120 тысяч баррелей нефти в сутки. Следующая модернизация последовала уже в 1974 году, после чего мощность составила 250 тысяч баррелей в сутки.
В 1972 году владельцем группы компаний Ирвинга стал трастовый фонд, зарегистрированный на Бермудах. В 1977 году компания первой в Канаде стала предлагать неэтилированный бензин на своих АЗС. В конце 1980-х годов компания выкупает в НПЗ долю Chevron.
После смерти основателя в 1992 году группу компаний разделили три его сына, Irving Oil досталась Артуру Ирвингу. В конце 90-х годов первой в Канаде и одной из первых в Северной Америке стала предлагать бензин с низким содержанием серы. В 2016 году был куплен НПЗ в Ирландии.

## Деятельность
Деятельность компании сосредоточена в основном в северо-восточной части Северной Америки. Розничная сеть насчитывает более 900 АЗС.
Мощность принадлежащего компании НПЗ составляет на сегодняшний день 300 тысяч баррелей нефти в сутки.